# Белен-ди-Мария
Белен-ди-Мария (порт. Belém de Maria) — муниципалитет в Бразилии, входит в штат Пернамбуку. Составная часть мезорегиона Мата-Пернамбукана. Входит в экономико-статистический микрорегион Мата-Меридиунал-Пернамбукана. Население составляет 10 140 человек на 2007 год. Занимает площадь 69 км². Плотность населения — 145 чел./км².
Праздник города — 31 декабря.

## История
Город основан в 1910 году.

## Статистика
- Валовой внутренний продукт на 2005 год составляет 27 268 000 реалов (данные: Бразильский институт географии и статистики).
- Валовой внутренний продукт на душу населения на 2005 год составляет 2830 реалов (данные: Бразильский институт географии и статистики).
- Индекс развития человеческого потенциала на 2000 год составляет 0,59 (данные: Программа развития ООН).